# Johannes Siderius

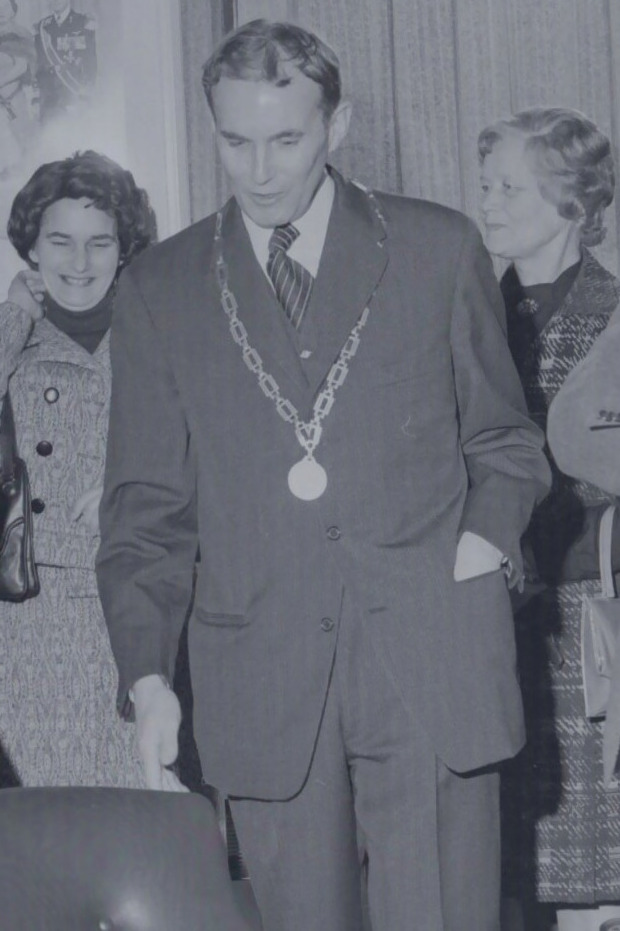
Johannes Siderius (1974)

Johannes Siderius (Blija, 14 november 1922 – Sleen, 10 december 1989) was een Nederlands politicus van de PvdA.
Hij is rond 1953 afgestudeerd in de rechten aan de Rijksuniversiteit Utrecht en ging daarna werken bij de Provinciale Griffie van de provincie Utrecht. In 1954 keerde hij terug naar Friesland waar hij ging werken bij de gemeentesecretarie van Achtkarspelen. In 1958 maakte hij de overstap naar de gemeente Leiden waar hij ging werken bij het kabinet van de burgemeester. In april 1962 werd hij benoemd tot burgemeester van Ameland, maakte er op 11 augustus 1972 de unieke, verwoestende windhoos (o.a. vier doden) mee en begin 1973 volgde zijn benoeming tot burgemeester van Sleen in Drenthe. Daarnaast was hij in 1980 enige tijd waarnemend burgemeester van Zweeloo.
In 1987 ging Siderius met pensioen, waarna hij werd benoemd tot Ridder in de Orde van Oranje-Nassau. Twee jaar later overleed hij op 67-jarige leeftijd aan de gevolgen van een hersenbloeding. Zijn overlijdensplaats kent sinds 2017 een Sideriusstraat.